# Micshon kogurjói király
Micshon (Micheon) vagy Hojang (Hoyang) (? – 331) az ókori Kogurjo (Goguryeo) állam tizenötödik királya volt.

## Élete
Ulbul (Eulbul) néven született. Apja Szocshon (Seocheon) király második fia volt, akit testvére Pongszang (Bongsang) öletett meg. Ulbul (Eulbul)t is ki akarta végeztetni, ám a fiúnak sikerült elszöknie a palotából. Először egy földesúrnál dolgozott szolgálóként, majd sóárusításból tartotta fenn magát, nehéz körülmények között élt. 300-ban Cshang Dzsori ( 창조리, 倉助利, Chang Jo-ri) főminiszter megkereste, mivel a kegyetlenkedő és elnyomó Pongszang (Bongsang)tól meg akartak szabadulni az udvarnál. Puccsal döntötték meg a hatalmát és Ulbul (Eulbul)t ültették a trónra.
Az új király terjeszkedésbe fogott, ahogy a Csin (Jin)-dinasztia összeomlóban volt, kihasználta a lehetőségeket az északi határok kitolására. 302-ben megtámadta Hszüantu (Xuantu) körzetet és 8000 foglyot ejtett. Kogurjó (Goguryeó)hoz csatolta a Lölang (Lelang) és Tajfang (Daifang) körzeteket is 313-ban és 314-ben, melyek gazdag, megművelhető földterülettel látták el az országot, javítva a mezőgazdaságon és a kereskedelmen. 331-ben halt meg, posztumusz nevét a sírhelyéről kapta (Micshon-von (Micheon-won)), melynek jelentése „kert gyönyörű patakkal”. A trónon fia, Ko Szaju (Go Sa-yu) követte.